# 藤尾慎一郎
藤尾 慎一郎（ふじお しんいちろう、1959年 - ）は、日本の考古学者。国立歴史民俗博物館考古研究系教授、総合研究大学院大学教授。学位は、博士（文学）（広島大学・論文博士・2002年）（学位論文「弥生変革期の考古学的研究 縄文人が水田稲作に専業化した理由」）。

## 略歴
- 1959年 福岡県に生まれる
- 1981年 広島大学文学部史学科考古学専攻卒
- 1986年 九州大学大学院文学研究科考古学専攻博士課程単位取得退学、九州大学文学部助手
- 1988年 国立歴史民俗博物館考古研究部助手
- 1999年 国立歴史民俗博物館考古研究部助教授
- 2003年 総合研究大学院大学文化科学研究科日本歴史研究専攻助教授（併任）
- 2007年 国立歴史民俗博物館考古研究系准教授、総合研究大学院大学文化科学研究科日本歴史研究専攻准教授（併任）
- 2008年 国立歴史民俗博物館考古研究系教授
- 2009年 総合研究大学院大学文化科学研究科日本歴史研究専攻教授（併任）

## 著書
- 『縄文論争』講談社選書メチエ、2002 ISBN 978-4062582568
- 『弥生変革期の考古学』同成社、2003 ISBN 978-4886212801
- 『〈新〉弥生時代 500年早かった水田稲作』吉川弘文館 歴史文化ライブラリー、2011 ISBN 978-4642057295
- 『弥生文化像の新構築』吉川弘文館、2013 ISBN 978-4642093293
- 『弥生時代の歴史』講談社現代新書、2015 ISBN 978-4062883306
- 『日本の先史時代　旧石器・縄文・弥生・古墳時代を読みなおす』中公新書、2021 ISBN 978-4121026545
- 『弥生人はどこから来たのか－最新科学が解明する先史日本』吉川弘文館 歴史文化ライブラリー587、2024 ISBN 9784642059879

共編
- 「弥生時代の開始年代」-『新弥生時代のはじまり 第2巻　縄文時代から弥生時代へ』西本豊弘編、雄山閣 2007  ISBN 9784639020790
- 『弥生時代の考古学』全9巻 設楽博己、松木武彦共編 同成社、2008-2011
  - 『儀礼と権力 (弥生時代の考古学)』 2008 ISBN 978-4886214355
  - 『弥生文化の輪郭 (弥生時代の考古学)』 2009 ISBN 978-4886214997
  - 『弥生社会のハードウェア (弥生時代の考古学) 』 2009 ISBN 978-4886214591
  - 『弥生研究のあゆみと行方 (弥生時代の考古学) 』 2009 ISBN 978-4886215659
  - 『弥生文化誕生 2 弥生時代の考古学 』 2009 ISBN 978-4886214751
  - 『食糧の獲得と生産 (弥生時代の考古学)』 2009 ISBN 978-4886214898
  - 『弥生時代の考古学 8 (8) 集落からよむ弥生社会』 2008 ISBN 978-4886214461
  - 『古墳時代への胎動 (弥生時代の考古学) 』 2011 ISBN 978-4886215628
  - 『多様化する弥生文化 (弥生時代の考古学) 』 2011 ISBN 978-4886215284
- 『弥生時代って，どんな時代だったのか？』国立歴史民俗博物館研究叢書：朝倉書店 2017 ISBN 978-4254535617
- 国立歴史民俗博物館共編『再考！ 縄文と弥生　日本先史文化の再構築』吉川弘文館 2019 ISBN 978-4642083492
- 松木武彦共編『ここが変わる！ 日本の考古学　先史・古代史研究の最前線』吉川弘文館 2019 ISBN 978-4642083423

## 主要論文
- 藤尾慎一郎, 「福岡平野にみる農耕民化の3つの型--先史時代人の生活(3) (特大号 日本人の起源)」『遺伝』 52(10), 27-31,図巻頭1p, 1998-10, NAID 40000132893
- 藤尾慎一郎, 「水稲農耕開始期の地域性 (考古学研究会第37回総会研究発表)」『考古学研究』 38(2), p30-54, 1991-09, NAID 40001203351
- 藤尾慎一郎, 「較正年代を用いた弥生集落論（論考編1 弥生時代の集落論）」『国立歴史民俗博物館研究報告』 149巻 p.135-161, 2009-03, NAID 40016640801
- 藤尾慎一郎, 「AMS-炭素14年代測定法が明らかにした日本の鉄の歴史」『鉄と鋼』 2005年 91巻 1号 p.11-15, doi:10.2355/tetsutohagane1955.91.1_11
- 藤尾慎一郎, 「九州～瀬戸内における弥生稲作の開始年代 (特集 弥生稲作の開始年代)」『東アジアの古代文化』 (134), 2-25, 2008, NAID 40015865253
- 藤尾慎一郎, 「共同研究「東アジアにおける農耕文化の成立と拡散」の概要 (第3回歴博国際シンポジウム 東アジアにおける農耕社会の形成と文明への道)」『国立歴史民俗博物館研究報告』 119巻 p.445-447, 2004-03
- 藤尾慎一郎, 「最北端の水田稲作」『本郷』 (96), 23-25, 2011-11, 吉川弘文館, NAID 40019051299
- 藤尾慎一郎, 「西日本の弥生稲作開始年代」『国立歴史民俗博物館研究報告』 2014年 183巻 p.113-143
- 藤尾慎一郎, 「福岡県小郡市大保横枕遺跡の年代学的調査 : 弥生前期の二重環壕を備えた集落の年代」『国立歴史民俗博物館研究報告 2014年 185巻 p.471-487
- 藤尾慎一郎, 「鳥取平野における水田稲作開始期の年代学的調査 : 弥生前期中頃の突帯文土器」『国立歴史民俗博物館研究報告』 2014年 185巻 p.489-509
- 藤尾慎一郎, 「新しい弥生時代像の構築」『学士会会報』 2014(4), 4-15, 2014-07, NAID 40020146748

### 共著
- 雀部実、館充、寺島慶一、穴澤義功ほか、『近代たたら製鉄の歴史』2003
- 藤尾慎一郎ほか：雀居 9（別冊），『福岡空港西側整備に伴う埋蔵文化財調査報告』福岡市埋蔵文化財調査報告書，748 (2003) 27.